# Kolarstwo na Letnich Igrzyskach Olimpijskich 2020 – sprint drużynowy kobiet
Sprint drużynowy kobiet podczas Letnich Igrzysk Olimpijskich 2020 rozegrany został 2 sierpnia na torze Izu Velodrome.

## Terminarz
Czas w Tokio (UTC+09:00)
| Data            | Godzina |                |
| --------------- | ------- | -------------- |
| 2 sierpnia 2021 | 15:30   | Eliminacje     |
| 2 sierpnia 2021 | 16:50   | Pierwsza runda |
| 2 sierpnia 2021 | 18:00   | Finały         |

## Wyniki

### Eliminacje
| Pozycja | Państwo                     | Zawodnicy                               | Wynik  | Uwagi |
| ------- | --------------------------- | --------------------------------------- | ------ | ----- |
| 1.      | Niemcy                      | Lea Friedrich Emma Hinze                | 32,102 |       |
| 2.      | Chiny                       | Zhong Tianshi Bao Shanju                | 32,135 |       |
| 3.      | Holandia                    | Shanne Braspennincx Laurine van Riessen | 32,465 |       |
| 4.      | Rosyjski Komitet Olimpijski | Darja Szmielowa Anastasija Wojnowa      | 32,476 |       |
| 5.      | Meksyk                      | Daniela Gaxiola Yuli Verdugo            | 33,097 |       |
| 6.      | Polska                      | Marlena Karwacka Urszula Łoś            | 33,244 |       |
| 7.      | Litwa                       | Miglė Marozaitė Simona Krupeckaitė      | 33,276 |       |
| 8.      | Ukraina                     | Lubow Basowa Ołena Starikowa            | 33,542 |       |

### Pierwsza runda
W pierwszej rundzie podział na poszczególne wyścigi odbył się na podstawie kwalifikacji i według zasady:
Wyścig 1 : 4 drużyna kwalifikacji z 5 drużyną kwalifikacji

Wyścig 2 : 3 drużyna kwalifikacji z 6 drużyną kwalifikacji

Wyścig 3 : 2 drużyna kwalifikacji z 7 drużyną kwalifikacji

Wyścig 4 : 1 drużyna kwalifikacji z 8 drużyną kwalifikacji
Zwycięzcy wyścigów zgodnie z osiągniętymi czasami awansowali do wyścigów o medale (dwaj pierwsi o złoty medal dwaj pozostali o medal brązowy). Pozostałe drużyny zostały sklasyfikowane na podstawie uzyskanych czasów.
| Pozycja | Wyścig | Kraj                        | Zawodnik                                | Wynik  | Uwagi |
| ------- | ------ | --------------------------- | --------------------------------------- | ------ | ----- |
| 1.      | 3      | Chiny                       | Zhong Tianshi Bao Shanju                | 31,804 | QA    |
| 2.      | 4      | Niemcy                      | Lea Friedrich Emma Hinze                | 31,905 | QA    |
| 3.      | 1      | Rosyjski Komitet Olimpijski | Darja Szmielowa Anastasija Wojnowa      | 32,249 | QB    |
| 4.      | 2      | Holandia                    | Shanne Braspennincx Laurine van Riessen | 32,308 | QB    |
| 5.      | 1      | Meksyk                      | Daniela Gaxiola Yuli Verdugo            | 32,701 |       |
| 6.      | 3      | Litwa                       | Miglė Marozaitė Simona Krupeckaitė      | 32,827 | NR    |
| 7.      | 2      | Polska                      | Marlena Karwacka Urszula Łoś            | 33,022 |       |
| 8.      | 4      | Ukraina                     | Lubow Basowa Ołena Starikowa            | 33,285 |       |

## Finały

### Runda medalowa
| Pozycja          | Kraj                        | Zawodnik                                | Czas   |
| ---------------- | --------------------------- | --------------------------------------- | ------ |
| o złoty medal    |                             |                                         |        |
| złoto            | Chiny                       | Zhong Tianshi Bao Shanju                | 31,895 |
| srebro           | Niemcy                      | Lea Friedrich Emma Hinze                | 31,980 |
| o brązowy medal  |                             |                                         |        |
| brąz             | Rosyjski Komitet Olimpijski | Darja Szmielowa Anastasija Wojnowa      | 32,252 |
| 4.               | Holandia                    | Shanne Braspennincx Laurine van Riessen | 32,504 |
| o piąte miejsce  |                             |                                         |        |
| 5.               | Litwa                       | Miglė Marozaitė Simona Krupeckaitė      | 32,808 |
| 6.               | Meksyk                      | Daniela Gaxiola Yuli Verdugo            | 33,168 |
| o siódme miejsce |                             |                                         |        |
| 7.               | Polska                      | Marlena Karwacka Urszula Łoś            | 33,054 |
| 8.               | Ukraina                     | Lubow Basowa Ołena Starikowa            | 33,691 |